# Monument à Staline (Berlin)
Le monument à Staline (en allemand : Stalindenkmal) est une statue en bronze de Joseph Staline, qui se dressait sur la Stalinallee, actuelle Karl-Marx-Allee, dans le secteur soviétique de Berlin, de 1951 à 1961.
Haut de 4,8 mètres, l'ouvrage n'est pas signé, mais est l'œuvre du sculpteur soviétique Nikolaï Tomski. Le monument est inauguré le 3 août 1951 par Walter Ulbricht, secrétaire général du Parti socialiste unifié d'Allemagne (SED), sur la Stalinallee dans le quartier de Friedrichshain. Érigé face à la Deutsche Sporthalle, le monument devient le lieu de manifestations officielles.
Cependant, quelques années après le début de la déstalinisation, la statue est discrètement démontée par les autorités est-allemandes dans la nuit du 13 au 14 novembre 1961 pour être remplacée par un espace vert. Le même jour, la Stalinallee est rebaptisée Karl-Marx-Allee de l'Alexanderplatz à la Porte de Francfort. Le sort de la sculpture est mal connu, une légende disant que le bronze de la sculpture ait été fondu et utilisé pour fabriquer des figures pour le zoo de Berlin. Les autres monuments construits en RDA en l'honneur de Staline jusqu'en 1955 connaissent un sort analogue.

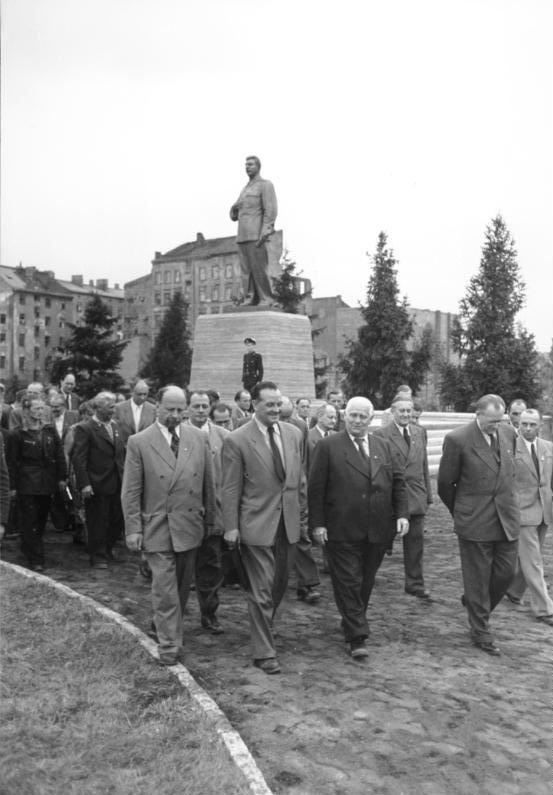
Après l'inauguration du monument, 1951.
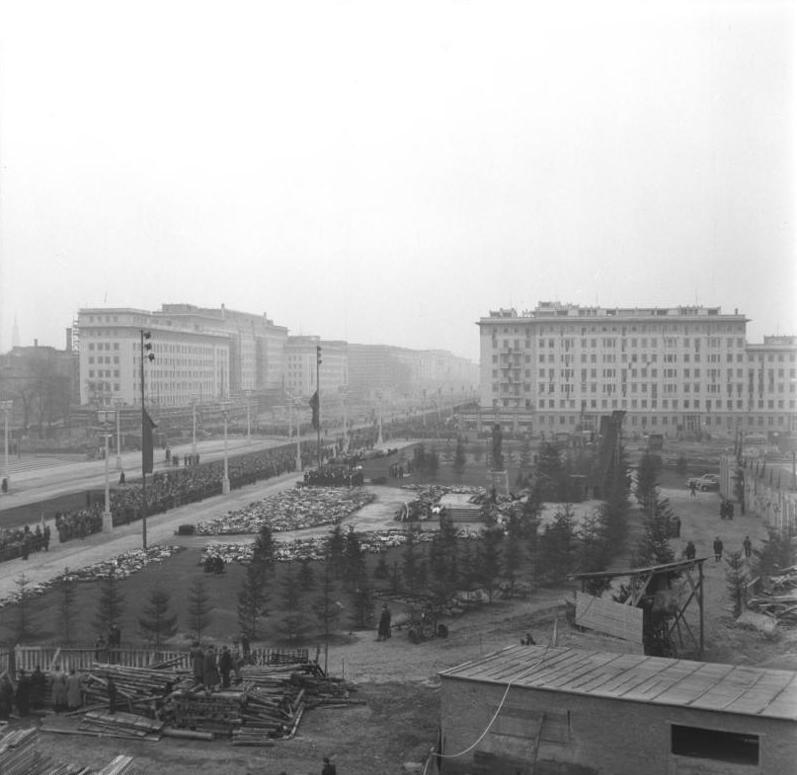
Marche funèbre au mémorial à l'occasion de la mort de Staline, 1953.
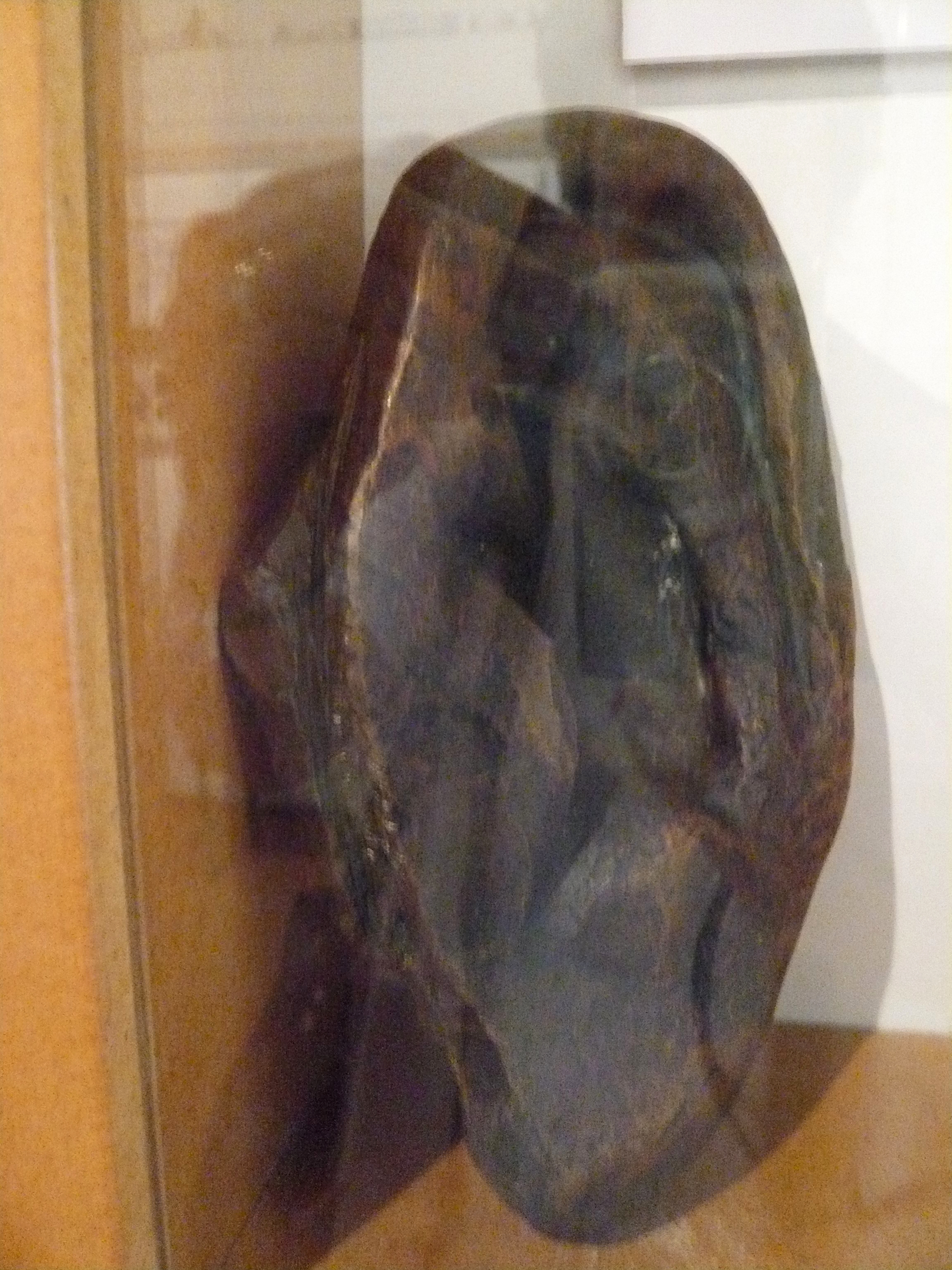
L'oreille de la statue de Staline, seul fragment récupéré avec un morceau de moustache, au Café Sibylle, 72, Karl-Marx-Allee.